# MilaX
MilaX — небольшой по размеру LiveCD и LiveUSB дистрибутив, собранный на основе OpenSolaris. Появился на свет в результате попытки собрать OpenSolaris-дистрибутив, напоминающий DamnSmallLinux. Использует оконный менеджер JWM, ряд утилит перенесены из DSL. Способен загружаться с CD, USB-дисков и SD-карт. Возможна установка на жесткий диск c ZFS-boot. Доступны версии как для x86, так и для Sparc.

## Статьи
- Using the MilaX LiveCD for failsafe booting
- Adding a LiveCD Distribution to an existing Solaris installation
- Adding xVM DomU support to a Solaris LiveCD Distribution
- How to access a Solaris partition from Windows or Linux
- How to install Milax 0.3 on a virtual disk in a Qemu Virtual Machine
- Converting the MilaX LiveCD for SPARC to a WANBOOT image